# Elena Poniatowska

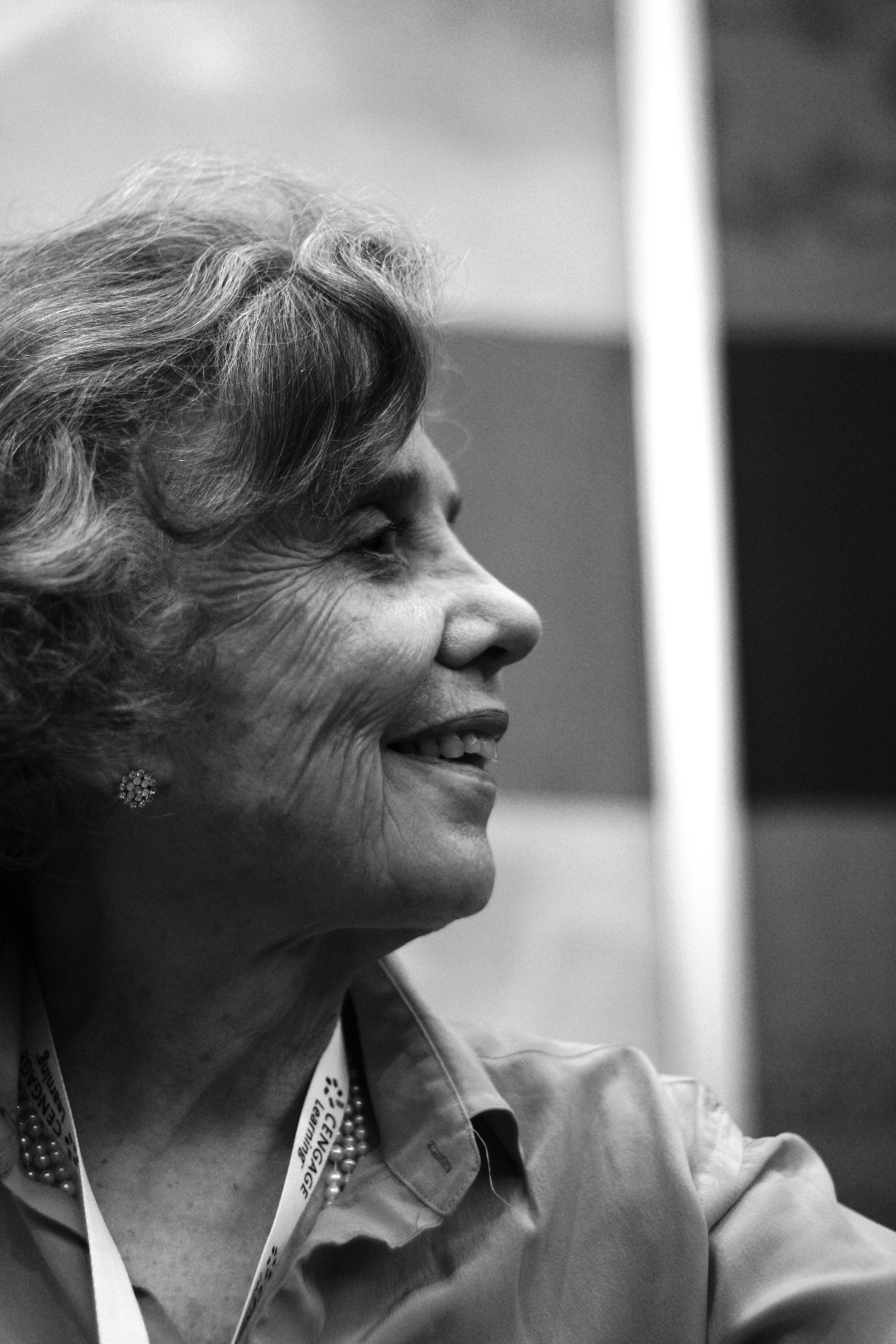
Elena Poniatowska

Hélène Elizabeth Louise Amelie Paula Dolores Poniatowska Amor (Parijs, 19 mei 1932) is een Mexicaans schrijfster en journaliste.
Poniatowska is geboren in Frankrijk als dochter van een Poolse edelman die afstamde van Stanislaus II van Polen en een Frans-Mexicaanse moeder. Tijdens de Tweede Wereldoorlog vluchtte ze met haar moeder uit Frankrijk naar Mexico. Ze studeerde in de Verenigde Staten, maar keerde in 1953 terug naar Mexico, waar ze als journaliste ging werken.
In 1954 verscheen haar eerste boek Lilus Kikus, maar haar doorbraak kwam in 1969 met de roman Hasta no verte, Jesús mío. Haar bekendste boek is La noche de Tlatelolco (1971). Dit boek gaat over het Bloedbad van Tlatelolco van 1968 en bevat interviews met overlevenden en nabestaanden.
De laatste jaren leek Poniatowska's literaire carrière afgezwakt, maar haar historische roman Leonora (2011) over het leven van de Engels-Mexicaanse surrealistische kunstenaar en schrijver Leonora Carrington (1917-2011) heeft veel aandacht getrokken en werd bekroond met de Premio Biblioteca Breve. Haar belang als politieke figuur is toegenomen. Sinds 2005 is ze een actieve aanhangster van de linkse politicus Andrés Manuel López Obrador.

## Werken
- 1954 - Lilus Kikus
- 1969 - Hasta no verte, Jesus mío
- 1971 - La noche de Tlatelolco
- 1978 - Querido Diego, te abraza Quiela
- 1980 - Fuerte es el silencio
- 1988 - La flor de lis
- 1988 - Nada, nadie. Las voces del temblor
- 1991 - Tinísima
- 1997 - Paseo de la Reforma
- 2001 - La piel del cielo (bekroond met de Premio Alfaguara)
- 2003 - Tlapalería
- 2007 - El tren pasa primero (bekroond met de Premio Rómulo Gallegos)
- 2011 - Leonora (bekroond met de Premio Biblioteca Breve)